# Договор в Сан-Ильдефонсо (1800)
Договор в Сан-Ильдефонсо 1800 года известен также как Третий договор в Сан-Ильдефонсо (исп. tratado de San Ildefonso; фр. traité de San Ildefonso) — тайное соглашение между Францией и Испанией, в результате которого Испания отдала Луизиану Франции. Договор был заключён 1 октября 1800 года между Луи Александром Бертье, представлявшим Францию, и Доном Мариано Луисом де Уркихо, представлявшим Испанию.
О соглашении договорились под некоторым принуждением, поскольку Испания была под давлением Наполеона. Условия соглашения не определяли границы возвращаемой территории, которая позже стала предметом спора между Испанией и Соединёнными Штатами после покупки Луизианы (1803), по которой Франция продала эту территорию Соединённым Штатам. Этот договор также подтвердил более ранний Договор Союза, подписанный в Сан-Ильдефонсо 19 августа 1796 года.